# Boloria
Boloria es un género de mariposas de la familia Nymphalidae. Clossiana generalmente se incluye con ella hoy en día, aunque algunos autores aún consideran que es distinta y parece como que quieren justificar el reconocimiento como un subgénero por lo menos. 

## Especies
Listado alfabético.
- Boloria acrocnema Gall & Sperling, 1980
- Boloria alaskensis (Holland, 1900)
- Boloria aquilonaris (Stichel, 1908)
- Boloria alberta (W.H. Edwards, 1890)
- Boloria astarte (Doubleday, [1847])
- Boloria bellona (Fabricius, 1775)
- Boloria caucasica (Lederer, 1852)
- Boloria chariclea (Schneider, 17)
- Boloria dia (Linnaeus, 1767)
- Boloria epithore (Edwards, [1864])
- Boloria eunomia (Esper, [1800])
- Boloria euphrosyne (Linnaeus, 1758)
- Boloria freija (Thunberg, 1791)
- Boloria frigga (Thunberg, 1791)
- Boloria frigidalis Warren, 1944
- Boloria improba (Butler, 1877)
- Boloria graeca (Staudinger, 1870)
- Boloria jerdoni (Lang, 1868)
- Boloria kriemhild (Butler, 1877)
- Boloria napaea (Hoffmannsegg, 1804)
- Boloria natazhati (Gibson, 1920)
- Boloria neopales (Nakahara, 1926)
- Boloria pales (Denis & Schiffermüller, 1775)
- Boloria polaris (Boisduval, [1828])
- Boloria purpurea Churkin, 1999
- Boloria selene (Denis & Schiffermüller, 1775)
- Boloria selenis (Eversmann, 1837)
- Boloria sipora (Moore, [1875])
- Boloria titania (Esper, 1793)
- Boloria thore (Hübner, [1803])

## Publicación
- Glassberg, Jeffrey Butterflies through Binoculars, The West (2001)
- Guppy, Crispin S. and Shepard, Jon H. Butterflies of British Columbia (2001)
- James, David G. and Nunnallee, David Life Histories of Cascadia Butterflies (2011)
- Pelham, Jonathan Catalogue of the Butterflies of the United States and Canada (2008)
- Pyle, Robert Michael The Butterflies of Cascadia (2002)